# Бедарје
Бедарје (фр. Bédarieux) је насеље и општина у јужној Француској у региону Лангдок-Русијон, у департману Еро која припада префектури Безје.
По подацима из 2011. године у општини је живело 6342 становника, а густина насељености је износила 227,97 становника/km². Општина се простире на површини од 27,82 km². Налази се на средњој надморској висини од 196 метара (максималној 520 m, а минималној 184 m).

## Демографија
| 1962. | 1968. | 1975. | 1982. | 1990. | 1999. | 2011. |
| ----- | ----- | ----- | ----- | ----- | ----- | ----- |
| 7.007 | 7.135 | 6.425 | 6.207 | 5.997 | 5.962 | 6.342 |

График промене броја становника у току последњих година